# Toya simulans
Toya simulans är en insektsart som först beskrevs av Dlabola 1958.  Toya simulans ingår i släktet Toya och familjen sporrstritar.
Artens utbredningsområde är Ukraina. Inga underarter finns listade i Catalogue of Life.